# Robert Englaro
Robert Englaro, slovenski nogometaš in trener, * 28. avgust 1969, Novo mesto.
Englaro je večji del kariere igral za Olimpijo, za katero je med letoma 1988 in 1997 odigral 202 prvenstvi tekmi in dosegel 9 golov. Ob koncu kariere je igral tudi za italijanska kluba Foggia in Atalanta ter Ljubljano v slovenski ligi.
Za slovensko reprezentanco je med letoma 1992 in 1999 odigral 36 uradnih tekem.